# 4-五氟乙基苯甲醛
4-五氟乙基苯甲醛是一种有机氟化合物，化学式为C9H5F5O。它可由4-碘苯甲醛和五氟乙基亚铜在二甲基甲酰胺中反应制得。它和甲胺反应，可以得到相应的亚胺，经硼氢化钠还原后，可以得到N-甲基-4-五氟乙基苄胺。